# Denis Podalydès

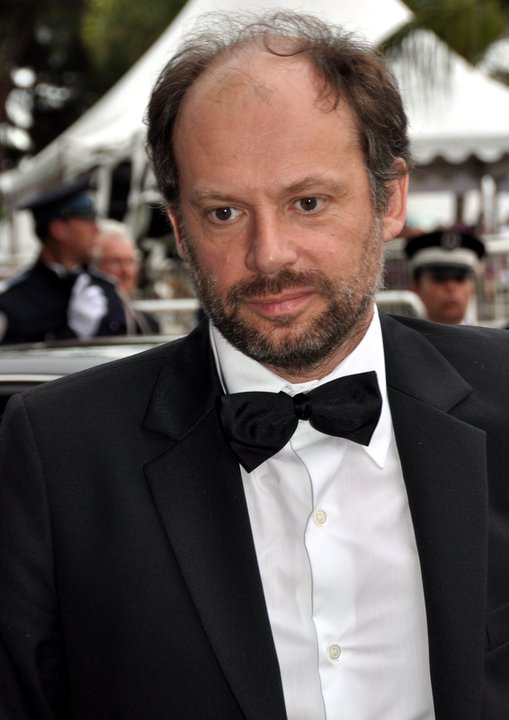
Denis Podalydès in Cannes 2011

Denis Podalydès (* 22. April 1963 in Versailles) ist ein französischer Schauspieler, Drehbuchautor und Theaterregisseur.

## Leben
Denis Podalydès wurde als Sohn eines Apothekers griechischer Abstammung und einer Englischlehrerin geboren. Sein älterer Bruder ist der Schriftsteller und Filmemacher Bruno Podalydès. Denis Podalydès studierte Philosophie und Literatur am Lycée Fénelon, wo er den späteren Filmregisseur Emmanuel Bourdieu kennenlernte. Dieser konnte ihn überreden, zusammen mit ihm am Conservatoire national supérieur d’art dramatique zu studieren, was er dann ab 1984 tat, unter anderem bei Philippe Uchan, Michel Bouquet und Jean-Pierre Miquel. Podalydès ist Sociétaire de la Comédie-Française.
Bei der französischen Präsidentschaftswahl 2012 unterstützte Podalydès den sozialistischen Herausforderer und späteren Präsidenten François Hollande.

## Filmografie (Auswahl)
- 1991: Mayrig – Heimat in der Fremde (Mayrig)
- 1992: Eine Nacht in Versailles (Versailles Rive Gauche)
- 1994: Die Detektivin (Pas très catholique)
- 1996: Der grüne Planet – Besuch aus dem All (La belle verte)
- 1996: Ich und meine Liebe (Comment je me suis disputé … (ma vie sexuelle))
- 1996: Tagebuch des Verführers (Le journal du séducteur)
- 1997: Die Jagd nach dem tanzenden Gott (La divine poursuite)
- 1998: Gott allein sieht mich (Dieu seul me voit (Versailles-Chantiers))
- 1998: Verhängnisvolles Alibi (En plein cœur)
- 1999: Die Diebin von Saint-Lubin (La voleuse de Saint-Lubin)
- 2000: Les frères Sœur
- 2001: Mortal Transfer (Mortal transfert)
- 2001: Die Offizierskammer (La chambre des officiers)
- 2002: Küss mich, wenn du willst (Embrassez qui vous voudrez)
- 2003: Das Geheimnis des gelben Zimmers (Le mystère de la chambre jaune)
- 2003: Eher geht ein Kamel durchs Nadelöhr … (Il est plus facile pour un chameau…)
- 2003: Nicht zu verheiraten (Vert paradis)
- 2005: Das Parfüm der Dame in Schwarz (Le parfum de la dame en noir)
- 2006: The Da Vinci Code – Sakrileg (The Da Vinci Code)
- 2006: Charles de Gaulle – Ich bin Frankreich! (Le grand Charles)
- 2007: Der Gehenkte (Le pendu)
- 2007: Max & Co.
- 2008: Heute trage ich Rock! (La journée de la jupe)
- 2008: Auf der Parkbank (Bancs publics)
- 2008: Stilles Chaos (Caos calmo)
- 2008: Bonjour Sagan (Sagan)
- 2009: Der Sturz ins Leben (8 fois debout)
- 2009: Leon und die magischen Worte (Kerity, la maison des contes)
- 2009: Staatsfeinde – Mord auf höchster Ebene (Une affaire d’état)
- 2011: La conquête
- 2011: Omar – Ein Justizskandal (Omar m’a tuer)
- 2012: Ihr werdet euch noch wundern (Vous n’avez encore rien vu)
- 2012: Camille – Verliebt nochmal! (Camille redouble)
- 2012: Adieu Berthe (Adieu Berthe – L’enterrement de mémé)
- 2013: Liebe ist das perfekte Verbrechen (L’amour est un crime parfait)
- 2013: Der große böse Wolf (Le grand méchant loup)
- 2013: Für eine Frau (Pour une femme)
- 2014: Frei und schläfrig (Libre et assoupi)
- 2014: Eine fast perfekte Stadt (Un village presque parfait)
- 2014: Der Wald (Le forêt)
- 2015: Nur Fliegen ist schöner (Comme un avion)
- 2016: Der durch die Wand geht (Le passe muraille)
- 2016: Monsieur Chocolat (Chocolat)
- 2016: The Jews
- 2016: Operation Duval – Das Geheimprotokoll (La mécanique de l’ombre)
- 2017: Die Poesie der Liebe (Monsieur et Madame Adelman)
- 2017: Monsieur Foucault und seine Schüler (Les grands esprits)
- 2018: Sorry Angel (Plaire, aimer et courir vite)
- 2018: Neuilly sa mère, sa mère!
- 2019: Die schönste Zeit unseres Lebens (La belle époque)
- 2019: Intrige (J’accuse)
- 2020: Der doppelte Alfred (Les 2 Alfred)
- 2021: Der Sommer mit Anaïs (Les amours d'Anaïs)
- 2021: Tromperie
- 2022: Das Leben ein Tanz (En corps)
- 2022: Der große Zauber (La Grande Magie)
- 2023: Wow! (Wahou!)
- 2023: Je verrai toujours vos visages
- 2023: Rückkehr nach Korsika (Le retour)
- 2024: Das kostbarste aller Güter (La plus précieuse des marchandises, nur Stimme)

## Auszeichnungen (Auswahl)
- 1999: Molière für seine Rolle in Der Revisor
- 2003: Nominierung für den César in der Kategorie Bester Nebendarsteller für Küss mich, wenn du willst
- 2007: Molière in der Kategorie Bester Regisseur für Cyrano de Bergerac
- 2012: Nominierung für den César in der Kategorie Bester Hauptdarsteller für La conquête
- 2013: Nominierung für den César in der Kategorie Bestes Original-Drehbuch für Adieu Berthe
- 2019: Nominierung für den César in der Kategorie Bester Nebendarsteller für Sorry Angel